# 1042 w polityce

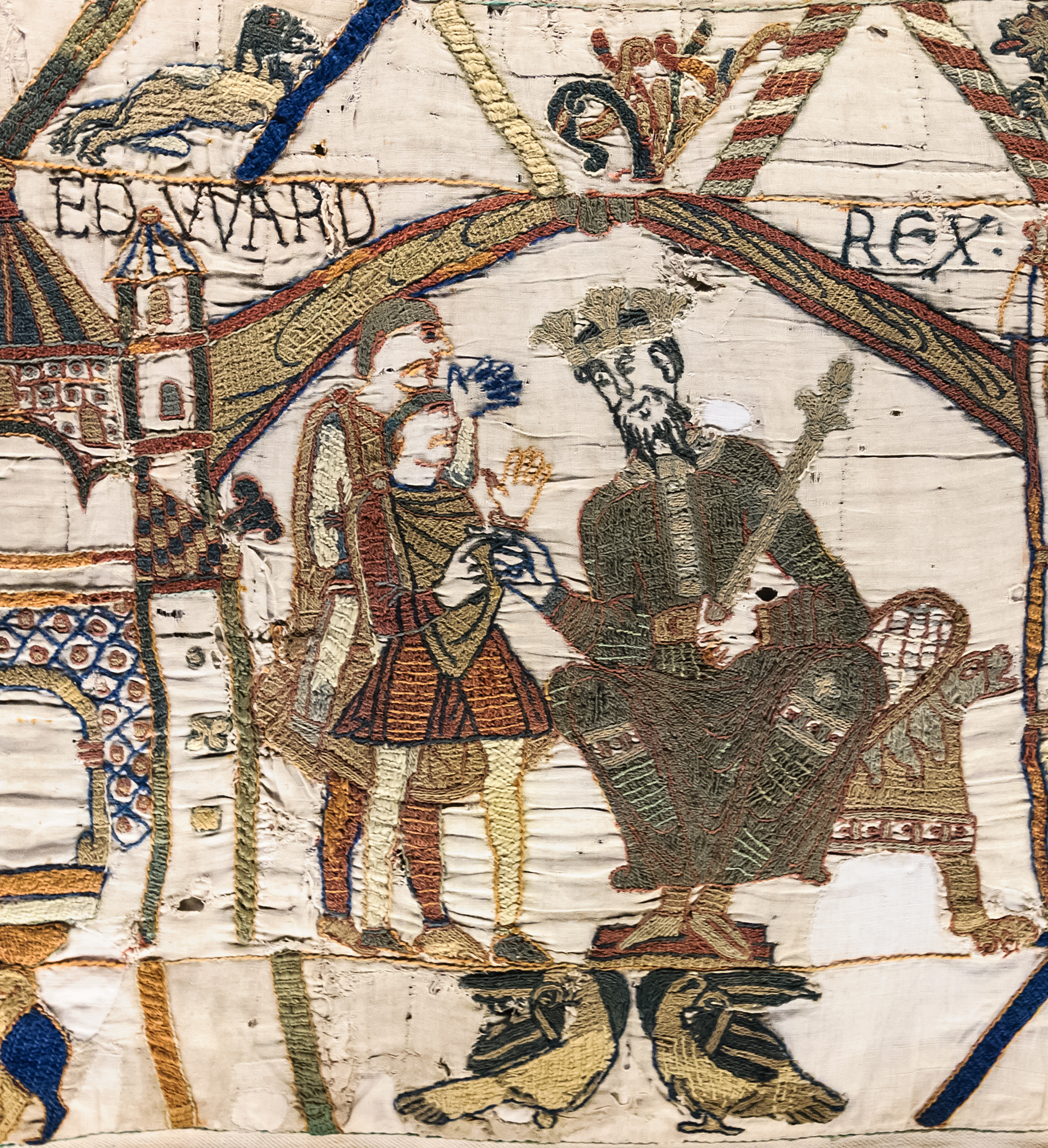
Edward Wyznawca i Harold Godwinson na tkaninie z Bayeux

Wydarzenia polityczne w 1042 roku.

## Wydarzenia
- 8 czerwca Edward Wyznawca[1] zostaje królem Anglii[2], powrót dynastii z Wessexu na tron[3].
- Magnus I Dobry zostaje królem Danii[4].
- Wyprawa niemiecko-czeska na Węgry[5][6].

## Zmarli
- 8 czerwca Hardekanut, król Anglii i Danii[7][8].
- 24 sierpnia Michał V Kalafates[9], cesarz Bizancjum[10].